# Альбрехт Ласький
Альбрехт Ласький (також Ольбрахт, пол. Olbracht Łaski) (1536, Кежмарок — 23 листопада 1605, Ласьк) — польський шляхтич, військовик та урядник Корони Польської та Республіки Обох Націй (Речі Посполитої; воєвода серадзький (з 1566), староста марієнбурзький (з 1588), сенатор), авантюрист і алхімік. Представник шляхетського роду Лаських гербу Кораб, небіж відомого протестантського богослова Яна Ласького.

## Життєпис
Син семигородського, серадзького, іновроцлавського воєводи Героніма Ласького та його дружини Анни з Курозвенцьких (доньки бжезьницького старости Адама Курозвенцького (Ритвянського)).
1561 року захопив Хотин, Сучаву (звідти прогнав воєводу Александрела IV Лопушняну, примусив молдаван визнати воєводою Якова Василакі Геракліда «Деспота»). За підтримку Яків Василакі Гераклід надав А. Лаському в користування Хотин (комендантом фортеці був призначений Іван (Ян) П'ясецький — родич князя Дмитра «Байди» Вишневецького) з навколишніми поселеннями. Пізніше через непорозуміння вони були відібрані назад, А. Ласький не пробачив Я. В. Геракліду цього. Не маючи достатньої військової сили, через І. П'ясецького вирішив залучити до акції Д. Вишневецького. В грудні 1562 року супроводжував Дмитра Вишневецького в дорозі для участі в Сеймі, 1563 року підбив його до походу на Молдавію, де він претендував на престол. Разом з Дмитром Вишневецьким вербували в Кам'янці-Подільському військо для походу в Молдавію проти господаря Якова Василакі Геракліда, або Деспота..
1568 року війська під командуванням серадзького воєводи А. Ласького здобули Очаків, але повернулися з труднощами, переслідувані татарами. 1569 року заволодів Полонним[джерело?], у 1570 pоці передав місто королю.
Був 3 рази одруженим. Перша дружина (з 1558) — Катерина з Ольшин Бучинська (пом. 1559), вдова угорського шляхтича Єжи Середі. Вдруге був одружений (з 1564) із Беатою Косцелецькою (пом. 1576) (вдовою князя Іллі Острозького). Ще будучи в шлюбі з Беатою Костелецькою, він таємно одружився втретє бл. 1571 р. з француженкою Сабіною де Сов (de Sauve чи Sévé) (пом. по 1619). Дітей мав тільки у третьому шлюбі (два сина і дві доньки), зокрема:
- Ян Геронім (пом. 1631) — другий чоловік сестри руського воєводи Яна (Івана) Даниловича Ядвіги.[8]
- Марія Ізабелла — дружина Станіслава Вольського[9]